# Ai Miyazato

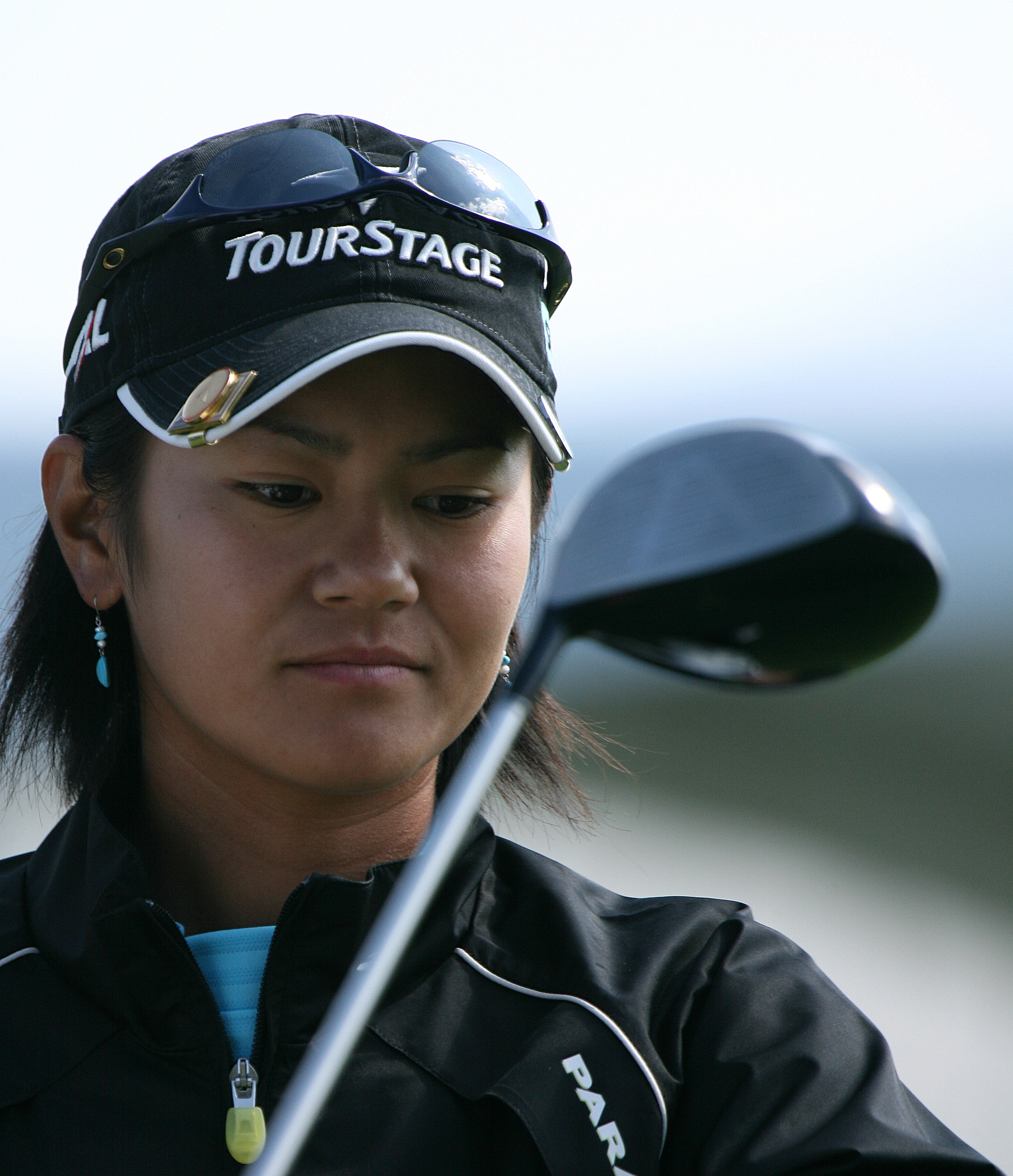
Ai Miyazato

Ai Miyazato (宮里 藍), född 19 juni 1985 i Okinawa prefektur, är en japansk professionell golfspelare.
Hon vann en professionell tävling på Japanska LPGA-touren 2003 som amatör, nämligen Dunlop Ladies Open i Miyagi prefektur, där hon då studerade. Under sin första säsong på JLPGA-touren 2004 vann hon fem tävlingar. I januari 2005 representerade hon Japan tillsammans med Rui Kitada i Acer World Cup of Golf. Under 2005 vann hon sex tävlingar på JLPGA-touren. Hon har rankats som tvåa på JLPGA-touren under de senaste två åren bakom Yuri Fudoh, och hon planerar att tävla fulltid på LPGA-touren under 2006.
Genom att vinna Japan Open Championship vid 20 års ålder 2005, blev hon den yngsta spelare på JLPGA-touren att vinna en major. Som ett bevis att Miyazato hjälpt till att återuppliva JLPGA-touren efter att Ayako Okamoto slutat spela, kan nämnas att över 32 000 personer, vilket är den största publiksiffran någonsin vid en JLPGA-tävling, såg den sista dagen under ovannämnda tävling.
Hon dominerade kvalificeringen till LPGA-touren den 4 december 2005 och säkrade sitt tourkort till 2006. Hon spelade fem av sex rundor under par, och segrade med tolv slag framför den närmsta konkurrenten.
Hon deltog i Okinawa Open 15 december 2005, och blev därmed den första japanska kvinna att tävla i en tävling på den japanska herrtouren.

## Turneringssegrar
- 2003 – Dunlop Ladies Open
- 2004 – Daikin Ladies Open, Suntory Open, Circle K Sunkus Ladies Open, Masters Ladies Open, Daio Paper Open
- 2005 – Vernal Ladies Open, Bridgestone Open, New Caterpillar Mitsubishi Ladies Open, Japan Open Championship, IDC Otsuka Ladies Classic, Daio Paper Open
- 2009 – Evian Masters
- 2010 – Honda PTT LPGA Thailand

Totala segrar: 13